# The Legend of Heroes: Trails of Cold Steel III
The Legend of Heroes: Trails of Cold Steel III (英雄伝説 閃の軌跡 III, Eiyuu Densetsu Sen no Kiseki III, lit: 'La llegenda dels herois: Traces centellejants III') és un videojoc de rol desenvolupat per Nihon Falcom. El joc forma part de la sèrie Trails, i alhora de la sèrie més gran The Legend of Heroes. Es tracta de la seqüela directa de The Legend of Heroes: Trails of Cold Steel II. El joc es va publicar per a PlayStation 4 al Japó el setembre de 2017 i a tot el món l'octubre de 2019. Se'n van publicar ports per a Nintendo Switch i Microsoft Windows el 2020. Una seqüela directa, The Legend of Heroes: Trails of Cold Steel IV, es va publicar a finals del 2018.

## Jugabilitat
La jugabilitat de Trails of Cold Steel III és semblant a la dels dos jocs anteriors de la saga Trails of Cold Steel, essent un videojoc de rol tradicional japonès amb combats per torns. Es va posar èmfasi en l'acceleració dels combats, a fer les transicions a les escenes de batalla més fluides i a poder assignar més ordres de batalla a botons específics en lloc de diversos menús, tot i que els combats encara es basen principalment en menús. El joc conté un nou sistema anomenat "Ordres Braves" (Brave Order en anglès) que permet al jugador gastar un nou recurs que es va acumulant durant el combat que són els "Punts de Bravesa" (Brave Points en anglès) per obtenir efectes especials com ara beneficis o curacions. També es va afegir el nou sistema de "Trencament" (Break en anglès), que afegeix una "Barra de Trencament" (Break Gauge en anglès) als enemics. Anar atacant un enemic fa esgotar de mica en mica la seva barra de trencament i, quan s'esgota del tot, l'enemic s'afebleix durant un torn.

## Trama
El joc és una seqüela directa dels dos jocs anteriors de Trails of Cold Steel. S'esdevé un any després dels fets de Trails of Cold Steel II i després de la Guerra del Nord entre l'exèrcit imperial d'Erebònia i els Jaegers de Nord-Àmbria. La història se centra en Rean Schwarzer, ara professor militar, incloent-hi els seus estudiants, i la resta dels seus amics de Thors de les dues entrades anteriors. S'hi exploren temes com el misteriós origen del naixement d'en Rean i el que han estat fent els altres personatges durant tot aquest temps.
Mentre entrena als seus estudiants, la nova Classe VII, el govern imperial ordena a en Rean que resolgui nombrosos conflictes que sorgeixen a tota Erebònia (principalment Uròbor, que vol recuperar el "Pla Flamarada Fantasmal" [幻焔計画 en japonès], que havia robat el canceller Osborne al final del joc anterior) com a part dels viatges d'estudis del campus, assistit pels seus antics companys de l'antiga Classe VII...
Però val més que en Rean i la Classe VII (nova i vell) no abaixin la guàrdia, ja que Uròbor i el canceller estan ordint un pla que podria sumir tot el continent en una guerra, o alguna cosa molt més sinistra...

## Desenvolupament i publicació
La intenció de crear un tercer joc de Trails of Cold Steel ja es va anunciar el desembre de 2015, a la junta d'accionistes de Nihon Falcom de 2015. La planificació inicial va començar a principis del 2016, tot i que l'equip de desenvolupament estava dividit en quines plataformes s'havia de publicar el joc. D'una banda, es preferia la PlayStation Vita, a causa de la seva extensa base ja establerta de jugadors al Japó, i perquè els jocs anteriors també havien sortit en aquesta plataforma. Tanmateix, l'equip també va voler meditar si desenvoluparia per a PlayStation 4, una consola molt més potent i que ajudaria molt amb l'abast del joc. El desenvolupament a gran escala va començar a mitjan 2016. Igual que els lliuraments anteriors de Trails of Cold Steel, es va desenvolupar amb el motor de joc PhyreEngine. El joc es va revelar oficialment el desembre de 2016.
A diferència de les dues entrades anteriors, no se'n va desenvolupar cap versió per a PSP Vita o PlayStation 3. A la junta d'accionistes es va dir que un factor decisiu en el desenvolupament del joc per a la PS4 va ser que ajudaria a garantir unes vendes internacionals més elevades del joc, ja que la PS4 tenia una base d'usuaris molt més gran a la majoria de països fora del Japó en aquell moment. Aquesta premissa va ser reiterada pel president de Falcom, Toshihiro Kondo:
| «                  | Les vendes a l'exterior han arribat a tal punt amb la sèrie Trails com Ys, que ja no les podem ignorar des del punt de vista del desenvolupament. Ys: Memories of Celceta, per exemple, es va vendre més fora del Japó que no pas dins. Com que Vita ha estat en declivi durant un temps fora del Japó i com que la base d'usuaris de PS4 està força establerta en altres llocs, hem començat a enfocar el desenvolupament envers la PS4. | » |
| — Toshihiro Kondo, | |   |

El joc va sortir al Japó el 28 de setembre de 2017 per a PlayStation 4. La localització a l'anglès i el francès va ser gestionada per NIS America en lloc de Xseed Games, que havia localitzat els dos primers jocs de Trails of Cold Steel. L'anunci que NIS America es faria càrrec de la localització va causar certa preocupació entre els fans, a causa dels problemes amb la localització inicial de Ys VIII: Lacrimosa of Dana. El seu llançament es tenia previst per al setembre de 2019 per a PS4 a Amèrica del Nord i Europa, però es va acabar endarrerint fins al 22 d'octubre.
El 19 de març de 2020 se'n va publicar al Japó un port per a Nintendo Switch d'Engine Software. Aquest port va sortir a Amèrica del Nord i Europa el 30 de juny de 2020, i a Oceania el 7 de juliol. El 23 de març de 2020 se'n va publicar un port d'Engine Software i PH3 Games per a Microsoft Windows. L'1 d'abril de 2021 se'n va publicar una versió per a Stadia.

## Recepció
Després de la recepció positiva dels dos primers jocs de Trails of Cold Steel, els periodistes es van mostrar en general entusiasmats per la perspectiva d'un tercer lliurament, tot i que molts van lamentar la manca d'una versió del joc per a Vita.
The Legend of Heroes: Trails of Cold Steel III va rebre crítiques "generalment favorables" segons l'agregador de ressenyes Metacritic. En revisar la publicació nord-americana, Nintendo Life el va qualificar d'"excel·lent incorporació a la sèrie", tot i que van dir que de vegades tenia un ritme lent. NintendoWire va elogiar la banda sonora "naturalment brillant", però va dir que no era el joc més entenedor per a aquells que no coneixien la història dels jocs anteriors. Frontline Gaming Japan en va elogiar la "narrativa forta i la construcció del món exhaustiva", així com un "sistema de batalla divertit" i que era gratificant per als aficionats a llarg termini. Va criticar-ne els gràfics antics i va considerar que les bandes sonores anteriors de la sèrie eren més fortes.

### Vendes
Trails of Cold Steel III va debutar com el joc més venut durant la seva setmana de llançament al Japó, venent 87.261 còpies. Va ser una caiguda significativa respecte a les 151.781 unitats que Cold Steel II havia venut durant la seva primera setmana. Media Create va atribuir aquest descens a la manca d'una versió de PlayStation Vita. Malgrat això, l'informe de vendes de Dengeki estimava que aproximadament el 80% de les existències físiques del joc s'havien venut al llançament. L'octubre de 2017, Falcom va anunciar que en aquell moment el joc tenia el número més alt de vendes digitals de la sèrie.